# Port of Portland (Maine)

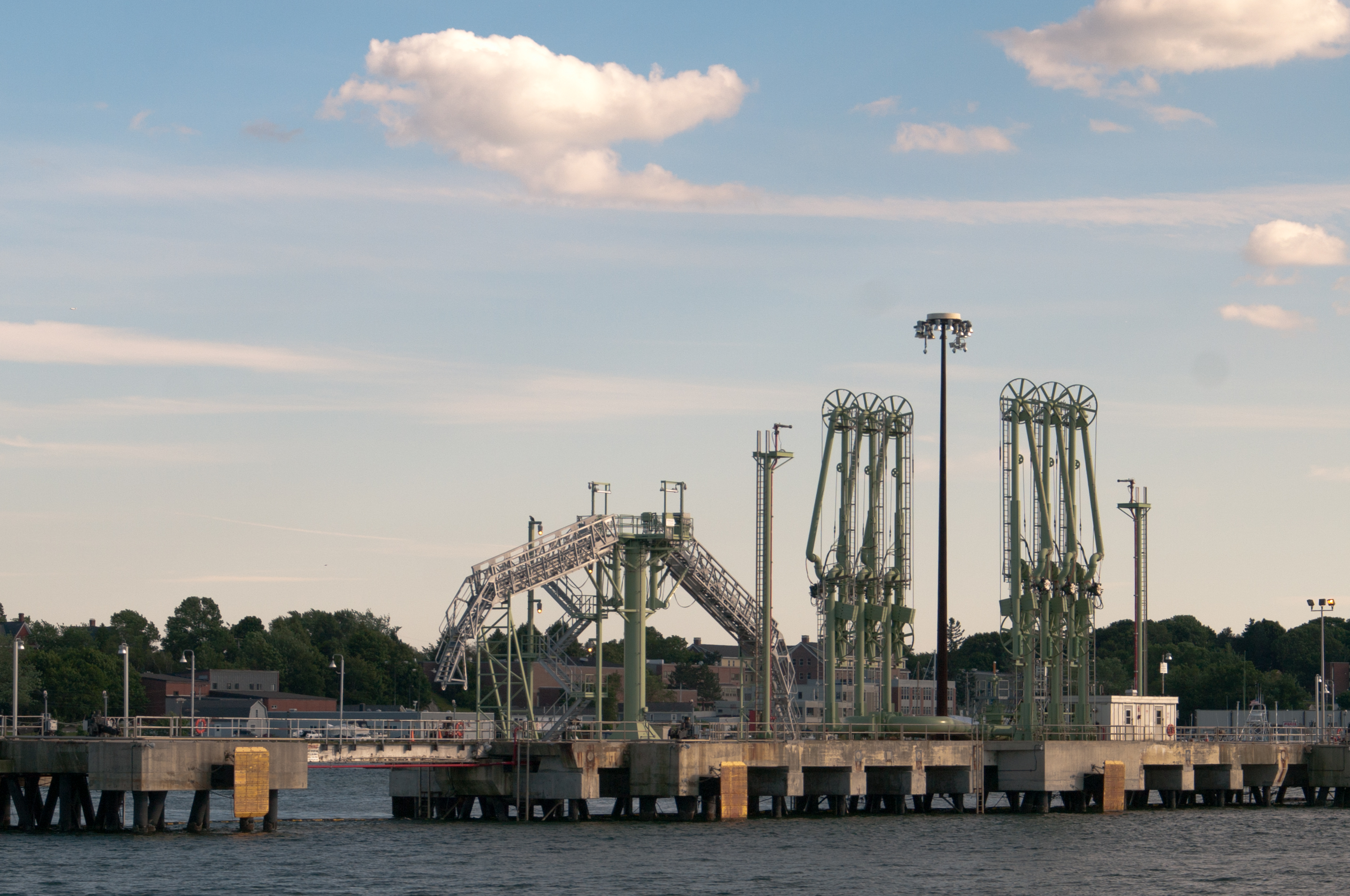
Port of Portland i juli 2012

Port of Portland är en hamn i Portland i Maine i USA.
Från 1970 trafikerades hamnen sommartid av färjor till Yarmouth, Nova Scotia. Lion Ferry körde de första turerna, MS Prince of Fundy (1970-1976), MS Bolero (1973-1976), och MS Caribe (1976-1981).  CN Marine bedrev MV Marine Evangeline från 1978-1982. Prince of Fundy Cruises och senare Scotia Prince Cruises bedrev MS Scotia Prince åren 1983-2004.  Scotia Prince var sista färja att använda gamla stadsgädda International Marine Terminal innan den övergavs vintern 2004/2005 på grund av problem med luften. Samtidigt meddelade Scotia Prince Cruises att man under 2005 inte skulle köra någon färja på sträckan Portland-Yarmouth. Bay Ferries började köra katamaranen HSC The Cat under 2006 och använde nya Ocean Gateway International Marine Passenger Terminal under 2008 och 2009.  Trafiken avbröts efter 2009 års sommarsäsong.
Hamnen är den näst största oljehamn på östkusten i USA, bearbetning 149.616.287 fat (23,787,088.7 m3) olja under 2007, främst genom Portland-Montreal Pipe Line, och den största utländska inkommande transit tonnage porten i USA.

### Fotnoter
1. ↑  ”Yarmouth ferry ends as funding refused”. CBC News. 18 december 2009. Arkiverad från originalet den 19 december 2009. https://web.archive.org/web/20091219235706/http://www.cbc.ca/canada/nova-scotia/story/2009/12/18/ns-yarmouth-ferry-ends.html. Läst 15 juni 2010.